# 程中行
程中行（1903年3月6日—1990年7月21日），字曉湘，筆名滄波，故又多稱程滄波，江苏省武进县人。中华民国新闻界人物。

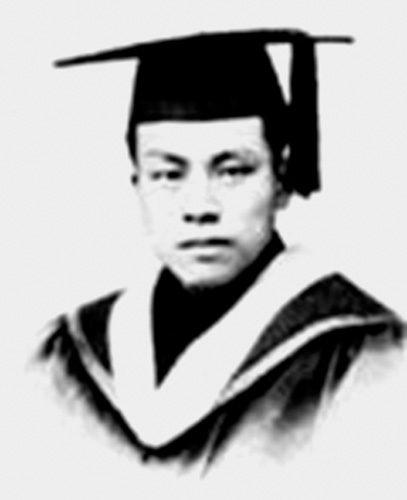

## 生平[2]
1903年出生於武進城裡花椒園，武進昔為常州，為江南富庶之地，魚米之鄉，人文薈萃，讀書風氣甚盛。程滄波的父親程景祥，字葆真，舉人出身，但仕途不順於是改走幕途。程滄波四、五歲時，隨父母一家四口到杭州，當時父親在浙江藩臺衙門做幕客。三年後，父親隨浙江藩臺調升到山西去，他們全家仍回常州。回常州的第二年，家裡請了塾師馮蘊明，開蒙入學。民國成立，程家的家塾也解散了，程滄波考入當時的冠英小學高等一年級。在入小學前，在家塾讀了五年。1915年夏，程滄波小學畢業，考取了常州中學。而就在開學前十天，父親忽然讓他拜錢名山（1875-1944）為師，因此他並沒進常州中學。1918年，程滄波進入上海南洋中學，畢業後考入上海聖約翰大學，讀了三年文科，於1924年轉學入復旦大學政治系。1923年他在聖約翰大學讀書時，與同學陳訓恕拜訪其兄長，時任《上海商報》主筆的陳布雷，在這之前程滄波有兩篇文章投給《商報》，似是論太平洋會議的。見面之後，陳布雷盛稱他的文章，給他極大的鼓勵。之後，他經常替《商報》寫文章。畢業後由陳布雷推薦在上海《時事新報》擔任主筆。民国19年（1930年），經在復旦時結識的費鞏推薦，赴英国伦敦政治经济学院进修，深受當時有名的學者拉斯基（Harold Joseph Laski）的影響。1931年归国，當選立法委員，嗣後任中央政治會議秘書，抗戰時期擔任監察院秘書長、中央宣傳部次長，勝利後奉派為江蘇監察使，負責江蘇及京滬二市的監察任務。
《中央日报》社原实行总编辑制，社长由中国国民党中央宣传部长兼任，1932年3月1日改行社长制，脱离中国国民党中央宣传部，改为党营媒体。1932年5月，被任命为改组之后的中国国民党中央机关报《中央日报》第一任社长，任内整顿报社，增出《中央夜报》、《中央时事周报》。
1933年4月，陈独秀与苏联人牛兰遭国民政府逮捕，交南京地方法院审判，章士钊受陈独秀委托担任其辩护律师。章士钊将其辩护词油印后对社会散发，辩护词中称：“反对国民党及其政府，并非反对国家；图谋推翻国民党及其政府，并非图谋推翻国家。”因“国家号为立宪，选民大抵享受依法变更宪政之权，愚主陈独秀偶言推翻国民党，并非危害民国，及布达未来之政治理想，无悖于近世立宪国之通则。自信确有法据，深协人情。”乃于1933年4月26日在《中央日报》发表署名文章《今日中国之国家与政府（答陈独秀与章士钊）》。章士钊随后在《申报》申辩。1933年5月7日，又发表《再论今日中国之国家与政府——答章士钊》，章士钊未回应。的这两篇文章为中国国民党的一党专政进行辩解，本人也因而名声大噪，陈布雷称阅读此文“为之喜而不寐”，南昌行营秘书长、政学系要人杨永泰从南昌行营专门致电祝贺。

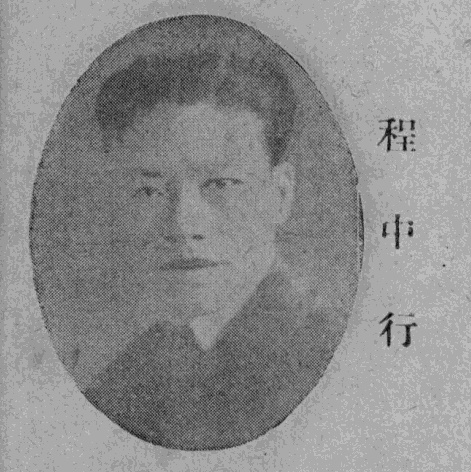
《民国名人图鉴》中的照片

1937年10月底，程滄波奉派去歐洲，當時預定的行程，是先到義大利，經巴黎到比京布魯塞爾，再轉倫敦。抗日战争爆发后，1938年4月就離英返國。5月13日由香港飛漢口，晚間陳布雷特由武昌渡江來看他，兩人相見唏噓，幾如隔世。回到重庆後，继续任《中央日报》社长（1938年9月1日《中央日报》在重庆复刊）。1940年秋，因与《中央日报》国际版主笔储安平的妻子端木露西发生桃色新闻而下台。
1940年9月24日，程滄波被免去《中央日報》社長之職，調到監察院去任秘書長的閒職。任至1945年10月8日。他还曾任中国国民党中央宣传部副部长。在重庆的三年多内，兼任复旦大学新闻系主任，主讲《新闻评论与新闻采访》。1941年9月，被中国国民党中央党部派赴香港，任《星岛日报》总主笔，進行大規模的人事重整工作，排挤了《星岛日报》社内部原来的左翼报人。太平洋战争爆发后，回重庆，此后曾和成舍我等人合办“中国新闻公司”，还曾投资重庆《世界日报》，主持该报社评委员会，任总主笔。
1947年辭去監察使職，擔任《新聞報》社長。《新聞報》為上海大報，人才鼎盛，程滄波領導員工倡導民主自由。論述憲政規模，成為正統輿論重鎮。1948年聯合國在日內瓦召開國際新聞自由會議，程滄波為中國首席代表，率團與會，會中對採訪及言論自由，提出新穎的意見，受到各國代表的重視。同年当选行宪后第一届立法委员。1949年5月，程滄波去香港任《星島日報》總主筆。1950年冬，在香港與王雲五、卜少夫、陳訓畲、陶百川、左舜生、阮毅成、徐復觀、劉百閔、雷嘯岑、許孝炎等籌辦《自由人》三日刊，成舍我任社長兼編總輯，董事長為左舜生，總經理卜少夫。1951年3月7日《自由人》創刊，程滄波寫發刊詞，題為〈我們要做自由人〉。同年當選中國國民黨第六屆中央委員，嗣膺聘中國國民黨中央評議委員。隨國民政府過遷來臺。
1971年中華民國新聞評議會議成立，程滄波被推舉為主任委員。在臺期間程滄波擔任政治大學、東吳大學、世界新聞專科學校教授。
1990年罹患心臟病，併發肺炎，入臺北市忠孝醫院診治，未見起色，於7月21日去世，享年88歲。

## 著作
- 《时论集》
- 《沧波文选》
- 《土耳其革命史》
- 《民族革命史》
- 《历史、文化及文物》[1]